# Irán en la Copa Mundial de Fútbol de 1978
La selección de Irán fue uno de los 16 equipos participantes en la Copa Mundial de Fútbol de 1978. torneo que se llevó a cabo del 1 al 25 de junio en Argentina.
Fue la primera participación de Irán, que formó parte del Grupo 4, junto a Escocia, Países Bajos y Perú.

## Clasificación

### Grupo 3
| Equipo         | Pts | PJ | PG | PE | PP | GF | GC | Dif |
| -------------- | --- | -- | -- | -- | -- | -- | -- | --- |
| Irán           | 8   | 4  | 4  | 0  | 0  | 8  | 0  | 8   |
| Arabia Saudita | 2   | 4  | 1  | 0  | 3  | 3  | 7  | -4  |
| Siria          | 2   | 4  | 1  | 0  | 3  | 2  | 6  | -4  |

| Fecha               | Lugar   | Partido        | Partido         | Partido | Partido         | Partido        |
| ------------------- | ------- | -------------- | --------------- | ------- | --------------- | -------------- |
| 7 de enero de 1977  | Riad    | Arabia Saudita |                 | 0:3     | Bandera de Irán | Irán           |
| 28 de enero de 1977 | Damasco | Siria          |                 | 0:1     | Bandera de Irán | Irán           |
| 4 de abril de 1977  |         | Irán           | Bandera de Irán | 2:0     |                 | Siria          |
| 22 de abril de 1977 | Shiraz  | Irán           | Bandera de Irán | 2:0     |                 | Arabia Saudita |

### Ronda final
| Equipo        | Pts | PJ | PG | PE | PP | GF | GC | Dif |
| ------------- | --- | -- | -- | -- | -- | -- | -- | --- |
| Irán          | 14  | 8  | 6  | 2  | 0  | 12 | 3  | +9  |
| Corea del Sur | 10  | 8  | 3  | 4  | 1  | 12 | 8  | +4  |
| Kuwait        | 9   | 8  | 4  | 1  | 3  | 13 | 8  | +5  |
| Australia     | 7   | 8  | 3  | 1  | 4  | 11 | 8  | +3  |
| Hong Kong     | 0   | 8  | 0  | 0  | 8  | 5  | 26 | -21 |

| Fecha                   | Lugar     | Partido       | Partido              | Partido | Partido              | Partido       |
| ----------------------- | --------- | ------------- | -------------------- | ------- | -------------------- | ------------- |
| 19 de junio de 1977     | Hong Kong | Hong Kong     | Bandera de Hong Kong | 0:2     | Bandera de Irán      | Irán          |
| 3 de julio de 1977      | Busán     | Corea del Sur |                      | 0:0     | Bandera de Irán      | Irán          |
| 14 de agosto de 1977    | Melbourne | Australia     |                      | 0:1     | Bandera de Irán      | Irán          |
| 28 de octubre de 1977   | Teherán   | Irán          | Bandera de Irán      | 1:0     |                      | Kuwait        |
| 11 de noviembre de 1977 | Teherán   | Irán          | Bandera de Irán      | 2:2     |                      | Corea del Sur |
| 18 de noviembre de 1977 | Teherán   | Irán          | Bandera de Irán      | 3:0     | Bandera de Hong Kong | Hong Kong     |
| 25 de noviembre de 1977 | Teherán   | Irán          | Bandera de Irán      | 1:0     |                      | Australia     |
| 3 de diciembre de 1977  | Kuwait    | Kuwait        |                      | 1:2     | Bandera de Irán      | Irán          |

## Jugadores
| #  | Nombre                   | Posición      | Edad | Club         |
| -- | ------------------------ | ------------- | ---- | ------------ |
| 1  | Nasser Hejazi            | Portero       | 28   | Shahbaz      |
| 2  | Iraj Danaeifard          | Mediocampista | 27   | Taj          |
| 3  | Behtash Fariba           | Delantero     | 23   | Pas          |
| 4  | Majid Bishkar            | Delantero     | 21   | Rastakhiz    |
| 5  | Jawad Allahwardi         | Defensor      | 23   | Persepolis   |
| 6  | Hassan Naibagha          | Mediocampista | 27   | Homa         |
| 7  | Ali Parvin               | Mediocampista | 31   | Persepolis   |
| 8  | Ebrahim Kassempoor       | Mediocampista | 21   | Shahbaz      |
| 9  | Mohammad Sadeqi          | Mediocampista | 27   | Pas          |
| 10 | Hassan Rowshan           | Delantero     | 23   | Taj          |
| 11 | Ali Reza Gheshghaian     | Defensor      | 24   | Bargh Shiraz |
| 12 | Bahram Movadat           | Portero       | 28   | Sepahan      |
| 13 | Hamid Majid Taymouri     | Delantero     | 25   | Shahbaz      |
| 14 | Hassan Nazari            | Defensor      | 22   | Taj          |
| 15 | Andranik Eskandarian     | Defensor      | 26   | Taj          |
| 16 | Nasser Nuray             | Delantero     | 21   | Homa         |
| 17 | Ghafoor Jahani           | Delantero     | 28   | Malavan      |
| 18 | Hussein Faraki           | Delantero     | 22   | Pas          |
| 19 | Ali Shojaei              | Defensor      | 25   | Sepahan      |
| 20 | Nasrollah Abdollahi      | Delantero     | 27   | Shahbaz      |
| 21 | Hussein Kazerani         | Defensor      | 31   | Pas          |
| 22 | Mohammad Reza Korbekandi | Portero       | 25   | Zob Ahan     |
| DT | Heshmat Mohajerani       |               |      |              |

## Participación
| Equipo       | Pts | PJ | PG | PE | PP | GF | GC | Dif |
| ------------ | --- | -- | -- | -- | -- | -- | -- | --- |
| Perú         | 5   | 3  | 2  | 1  | 0  | 7  | 2  | 5   |
| Países Bajos | 3   | 3  | 1  | 1  | 1  | 5  | 3  | 2   |
| Escocia      | 3   | 3  | 1  | 1  | 1  | 5  | 6  | −1  |
| Irán         | 1   | 3  | 0  | 1  | 2  | 2  | 8  | −2  |

| 3 de junio de 1978 | Países Bajos                            | 3:0 (1:0) | Irán | Est. Malvinas Argentinas, Mendoza                                               |                                                                                 |
|                    | Rensenbrink 40' (pen.), 62', 79' (pen.) | Reporte   |      | Asistencia: 33 431 espectadores Árbitro(s): Alfonso González Archundia (México) | Asistencia: 33 431 espectadores Árbitro(s): Alfonso González Archundia (México) |

| 7 de junio de 1978 | Escocia                | 1:1 (1:0) | Irán           | Est. Olímpico de Córdoba, Córdoba                                   |                                                                     |
|                    | Eskandarian 43' (a.g.) | Reporte   | Danaeifard 60' | Asistencia: 7938 espectadores Árbitro(s): Youssou N'Diaye (Senegal) | Asistencia: 7938 espectadores Árbitro(s): Youssou N'Diaye (Senegal) |

| 11 de junio de 1978 | Perú                                                | 4:1 (3:1) | Irán        | Est. Olímpico de Córdoba, Córdoba                                   |                                                                     |
|                     | Velásquez 2' · Cubillas 36' (pen.), 39' (pen.), 79' | Reporte   | Rowshan 41' | Asistencia: 21 262 espectadores Árbitro(s): Alojzy Jarguz (Polonia) | Asistencia: 21 262 espectadores Árbitro(s): Alojzy Jarguz (Polonia) |